# José G. Moreno de Alba
José Guadalupe Moreno de Alba (12 décembre 1940, Encarnación de Díaz, Jalisco – 2 août 2013, Mexico) est un professeur mexicain de philologie.

## Biographie
José Guadalupe Moreno de Alba fait ses premières études à Aguascalientes, dans l'État d'Aguascalientes. Il se rend ensuite à Mexico, où il entre à la faculté de philosophie et lettres de l'Université nationale autonome du Mexique (UNAM) où il obtient sa licence en langue et littérature hispaniques en 1968. Il fait sa maîtrise en linguistique hispanique en 1970 et son doctorat dans la même spécialité en 1975.
Il fait des études de troisième cycle en phonologie et phonétique en 1967, de sémantique et de dialectologie en 1968, de contact de langues en 1969, de dialecte andalou en 1970, tagmémique (en) en 1971, de transformations en 1972 et de linguistique contemporaine en 1975 au centre de linguistique hispanique de l'UNAM. En 1970, au Colegio de México, il étudie l'intonation hispanique et la dialectologie générale.
Il est chercheur émérite de l'institut de recherches philologiques de l'UNAM et professeur de la faculté de philosophie et de lettres à l'ULAM. Comme professeur invité, il donne des cours dans dix-huit universités en Grande-Bretagne, en France, en Allemagne, au Canada, aux États-Unis et aux Pays-Bas. De 1969 à 1973, il est professeur de philologie hispanique et d'espagnol supérieur à l'Université ibéro-américaine. De 1986 à 1989, il est professeur invité au Colegio de México.
José Guadalupe Moreno de Alba entre en tant que membre numéraire de l'Académie mexicaine de la langue le 10 mars 1978, occupant le fauteuil XV, est censeur de 1992 à 2000, bibliothécaire de 2000 à 2003 et directeur de 2003 à février 2011. Depuis 1983, il est membre de l'Asociación Internacional de Hispanistas (es). Au sein de l'UNAM, il dirige le Centre d'enseignement de langues étrangères, la Faculté de philosophie et de lettres ainsi que le Centre d'enseignement pour étrangers. De 1991 a 1999, il est le directeur de la Bibliothèque nationale du Mexique. En 1996, il est nommé secrétaire de l'Association de linguistique et de philologie d'Amérique Latine (ALFAL). Il est nommé chercheur national émérite du Sistema Nacional de Investigadores (es) en 2003.
Il meurt, victime d'un cancer, le 2 août 2013.

## Travaux
Les travaux de José G. Moreno de Alba portent essentiellement sur la dialectologie et la syntaxe.
Dans ses Minucias del lenguage (Broutilles du langage), publiées dans différentes revues puis rassemblées en tomes, il donne de courtes réflexions sur certains thèmes controversés de la langue espagnole en général et de son usage au Mexique : variantes linguistiques, voix, tournures, néologismes et barbarismes. Il rattache ces thèmes aux phénomènes linguistiques qui s'appliquent à chaque cas particulier, et recommande éventuellement tel ou tel usage. Il considère le lecteur comme propriétaire de la langue et responsable de celle-ci.

## Prix et distinctions
- Chaire Gilberto Owen octroyée par le Colegio de Sinaloa en 1988.
- Grand Croix d'Alphonse X le Sage attribuée par la couronne d'Espagne en 1999.
- Prix de l'Université nationale (es) en recherche en sciences humaines décerné par l'université nationale de Mexico en 2003.
- Prix national de sciences et arts dans le domaine de la linguistique et de la littérature décerné par le gouvernement fédéral mexicain en 2008[6].

## Publications
En tant que chercheur à temps partiel du Colegio de México, il est coauteur de l'Atlas lingüístico de México (Atlas linguistique du Mexique). Parmi ses publications, on peut citer :
- Valores de las formas verbales en el español de México (1978)
- Morfología derivativa nominal en el español mexicano (1986)
- El español en América (1988)
- Minucias del lenguaje (1992)
- Estructura de la lengua española (1992)
- Diferencias léxicas entre España y América (1992)
- La pronunciación del español de México (1994)
- Nuevas minucias del lenguaje (1996)
- La prefijación del español mexicano (1996)
- El lenguaje en México (1999)
- La lengua española en México (2003)
- Estudios sobre los tiempos verbales (2003)
- Introducción al español americano (2007)
- Notas de gramática dialectal (El Atlas lingüístico de México) (2013)